# Gondang (Limbangan)
Gondang is een bestuurslaag in het regentschap Kendal van de provincie Midden-Java, Indonesië. Gondang telt 1864 inwoners (volkstelling 2010).